# Bellefontaine, Manche
Bellefontaine är en kommun i departementet Manche i regionen Normandie i norra Frankrike. Kommunen ligger i kantonen Juvigny-le-Tertre som tillhör arrondissementet Avranches. År 2018 hade Bellefontaine 141 invånare.

## Befolkningsutveckling
Antalet invånare i kommunen Bellefontaine
| Referens: INSEE |